# 59-та армія (СРСР)
П'ятдеся́т дев'́ята а́рмія (59 А) — загальновійськова армія у складі Збройних сил СРСР під час Німецько-радянської війни з 15 листопада 1941 по червень 1945.

## Командування

### Командувачі
- генерал-майор Галанін І. В. (листопад 1941 — квітень 1942);
- генерал-майор, з листопада 1942 генерал-лейтенант Коровников І. Т. (квітень 1942 — до кінця війни).